# Pràban na Linne
Pràban na Linne Ltd. (The Gaelic Whisky Co.) ist ein schottischer unabhängiger Produzent und Abfüller und eine Vertriebsfirma für Scotch Whisky von der Isle of Skye. Das familiengeführte Unternehmen wurde 1976 durch den Grundbesitzer Sir Iain Noble († 2010) in Isleornsay gegründet. Es war der erste Produzent, der die Abfüllung von nicht kühlgefilterten Whiskys durchgeführt und beworben hat.

## Geschichte
Noble ist bekannt für sein Engagement, die Eigentümlichkeit der gälisch-schottischen Kultur und Sprache und deren Erhalt, insbesondere die der Hebriden und im Besonderen auf der Insel Skye zu fördern. Um die Wirtschaft im südlichen Teil der Insel zu entwickeln und Arbeitsplätze zu schaffen, plante Noble das Unternehmen in den 1970er Jahren und produziert seit 1976 Whiskys.
Der gälische Name bedeutet „Whiskydepot am Sund von Sleat“, an dessen Küste der Unternehmenssitz in Eilean Iarmain (Isleornsay) liegt. Wobei Pràban im eigentlichen Sinn ein nicht legales Pub bedeutet, ähnlich wie bei den Shebeens wird mit dem Namen an die Tradition der ehemals weitverbreiteten Schwarzbrennerei angespielt – dem Ursprung der heutigen ausgeprägten industriellen Großproduktion.
Pràban na Linne ursprüngliches Ziel war, wie das Unternehmen heute noch bewirbt, „Gälischen Whisky“ zu produzieren, um der primären Zielgruppe der einheimischen Bevölkerung als Kundschaft traditionelle Produkte zu verkaufen. In Zukunft plant das Unternehmen eine eigene Brennerei – neben Talisker die zweite – auf Skye neu zu bauen. Sie soll den Namen „Torabhaigh“ tragen und auf dem Gelände einer 200 Jahre alten Farm im Süden der Insel Skye entstehen. Mitte der 2000er Jahre wurde die Baugenehmigung erteilt, die Baukosten sollen sich auf rund 3 Millionen GBP belaufen.:374

## Produkte
Pràban na Linne produziert in der Abfüllung derzeit drei international preisgekrönte Blends:
- Té Bheag nan Eilan, heimisch orientiert; rauchig und torfbetont aus Malz und Grain. Die erste Marke des Unternehmens, eingeführt 1976, deren Name „Kleine Dame der Inseln“ bedeutet.[2]:465

- Poit Dhubh, rein aus Malt-Whiskys, ein Vatted Malt. Die Marke wurde 1982 eingeführt, der Name bedeutet „Schwarzer Topf“, eine gälische Bezeichnung für illegale Brennblasen.[2]:383

- Mac NaMara, für den Export; leicht und weniger inseltypisch rauch- und torfbetont aus Malz und Grain. Die Marke wurde 1995 als dritte und bislang letzte des Unternehmens eingeführt, der Markenname bedeutet „Sohn des Meeres“.[2]:318

Für den Blend Té Bheag wird die Region und das Alter der verwendeten Whiskys ausgewiesen: von Islay und unbestimmt von den Inseln, von den Highlands und von der Speyside im Alter von acht bis elf Jahren. Für die beiden anderen Marken wird die Herkunft der verwendeten Whiskys nicht genannt.:388 Die Abfüllung erfolgt in Auftrag durch externe Unternehmen, die im Central Belt angesiedelt sind.